# Grigio alpina
La grigio alpina est une race bovine italienne. C'est une race ancienne élevée dans le Trentin-Haut-Adige dans le nord-est de l'Italie. Sa rusticité en fait une race montagnarde apte à la transhumance.
C'est une race distincte de la bruna italiana, version italienne de la brown swiss, même si elles partage une origine voisine.

## Origine

### Géographique
Elle est élevée dans le Trentin-Haut-Adige, une région frontalière avec l'Autriche. Le 31 décembre 2015, les 16 396 animaux proviennent de 1 681 élevages, 923 appartiennent à la province autonome de Bolzano, 177 à la province autonome de Trente et 158 sur le reste du pays. Elle reste donc très majoritairement élevée dans sa région d'origine.

### Historique
Elle appartient au rameau brun. Elle a peuplé tout l'est de l'arc alpin et formé un grand nombre de races au Moyen Âge, chaque vallée ayant sélectionné son cheptel. Elle est d'un type ancien et ne doit pas être confondue avec la "bruna italiana", nom italien de la braunvieh suisse, une race intensive importée au XXe siècle pour sa production laitière. C'est une race très proche de la tiroler grauvieh. À l'époque où la région appartenait à l'empire autrichien, les deux races ne faisaient qu'une ; c'est lors du traité de Saint-Germain-en-Laye en 1919 que les deux populations ont été élevées séparément, même si elles restent très proches.
La création de son livre généalogique date de 1981. En 2005, 25 000 animaux étaient répertoriés dont 16 100 inscrits. Depuis, la population est stable avec entre 15 600 et 17 000 animaux. Elle est élevée essentiellement en race pure dans sa région de production. Quelques échanges de semence ont eu lieu avec les éleveurs de Tiroler Grauvieh, race grise de Suisse.

## Morphologie

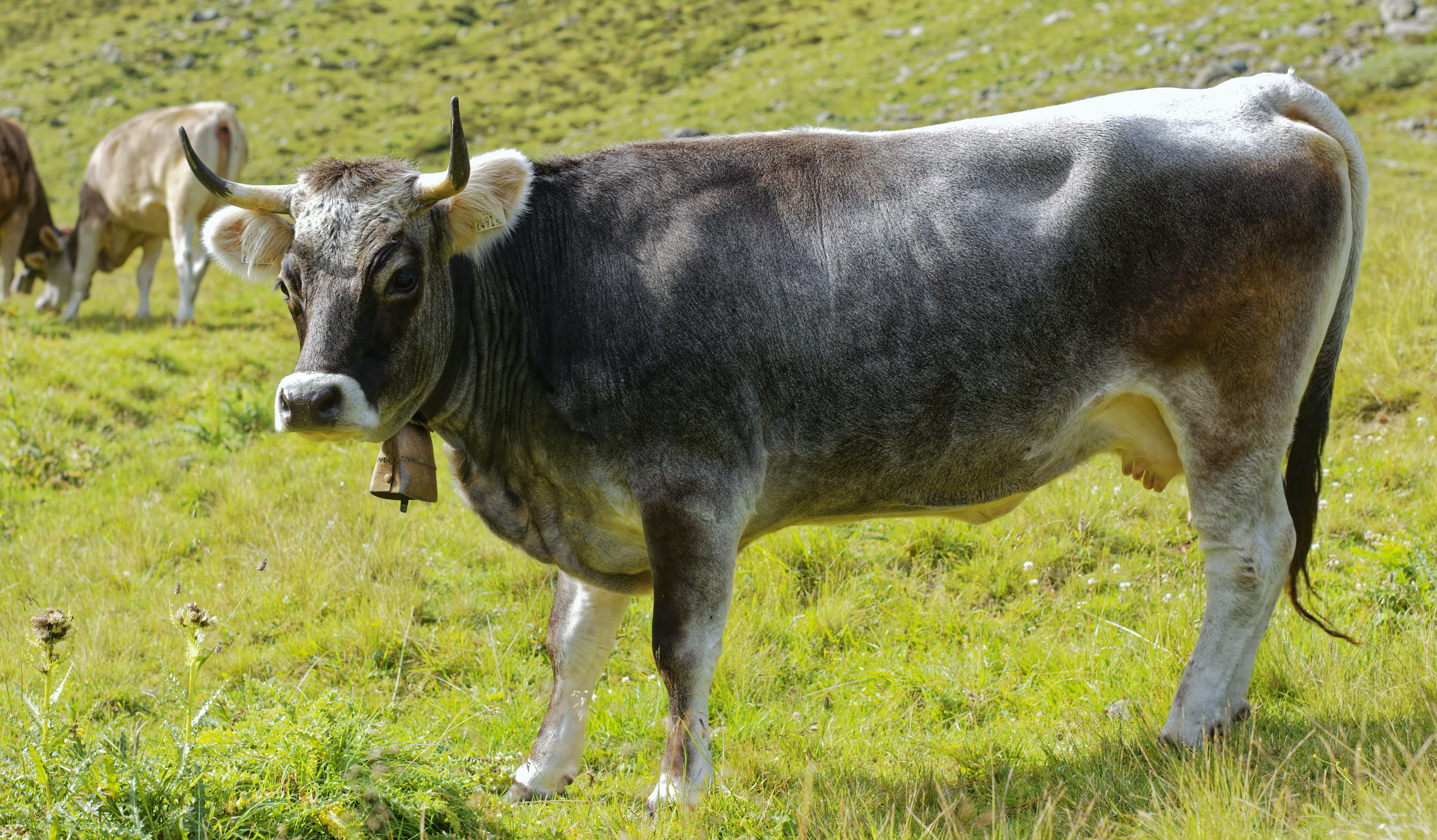
Vache Grigio Alpina de profil

Elle porte une robe grise argentée, avec des nuances plus sombres sur l'encolure, la tête et les flancs. Cette partie sombre est accentuée chez le taureau. Les muqueuses sont sombres et le mufle est auréolé de clair. Les cornes en forme de croissant écarté sont claires à pointe noire.
C'est une race de taille moyenne : le taureau mesure en moyenne 133 cm au garrot pour 950 kg et la vache 126 cm pour 575 kg.

## Aptitudes
Elle est classée mixte à dominante laitière. Son lait est réputé pour la production fromagère. Elle donne environ 5 000 kg par lactation avec 3,83 % de matières grasses et 3,38 % de protéines. Cette production est excellente compte tenu de la rudesse des conditions d'élevage sans aliment concentré. Son classement mixte vient de la vitesse de croissance de ses veaux et de la bonne valorisation bouchère des vaches de réforme sur le marché local. 
 Elle est rustique, vigoureuse et exploite bien les pâturages dont elle dispose. C'est une race élevée dans le système d'été en alpage et hiver à l'étable.

## Sources